# Лазовский, Максим Юрьевич
Макси́м Ю́рьевич Лазо́вский (31 июля 1965, Грозный, Чечено-Ингушская АССР, РСФСР, СССР — 28 апреля 2000, Успенское, Одинцовский район, Московская область, Россия) — российский криминальный авторитет, связанный с руководством самопровозглашённой Чеченской Республики Ичкерия, с чеченскими преступными группировками. Один из лидеров Лазанской ОПГ, по утверждению членов его банды, был также связан и с некоторыми сотрудниками ФСБ.
Подозревался в целом ряде убийств и других преступлений на криминальной почве, в том числе убийстве директора Туапсинского нефтеперерабатывающего завода Василенко, похищении депутата Госдумы Петрова, убийстве банкира Кантора, а также в организации террористических актов в Москве в 1994 году. Обвинялся рядом лиц (А. Литвиненко, Ю. Фельштинским, а также, по утверждению Фельштинского, самими террористами) в причастности к взрывам домов в Москве и Волгодонске в 1999 году.

## Биография
Работал в московском ГАИ. В середине 1980-х годов оперативные сотрудники милиции знали Лазовского как одного из приближённых Хож-Ахмеда Нухаева — чеченского «авторитета», который потом стал вице-премьером самопровозглашённой Чеченской Республики Ичкерия и контролировал значительную часть нефтяного бизнеса Северного Кавказа. Во второй половине 1980-х годов штаб-квартирой Нухаева и его людей стал один из первых московских кооперативных ресторанов «Лазания». В этом ресторане Лазовский собирал дань с коммерсантов, опекавшихся чеченской преступной группировкой. Вскоре Лазовский получил свой первый срок. После освобождения через Нухаева познакомился с одним из совладельцев грозненского НПЗ Атланом Натаевым. В 1992 году Лазовский, Натаев и коммерсант Владимир Козловский стали соучредителями фирмы «Ланако», торговавшего нефтью и нефтепродуктами. Название фирмы составилось из первых букв фамилий учредителей. По свидетельству Козловского, Натаев и Лазовский были связаны с криминальными структурами и в делах фирмы участия не принимали.
19 октября 1992 года участники банды Лазовского и Натаева расстреляли в Москве криминального «авторитета» Владимира Толмачёва, через месяц убили другого «авторитета» Андрея Колесникова, который, зная об убийстве Толмачёва, пытался их шантажировать. В марте 1993 года бандиты из автоматов убили пять человек у ресторана «Разгуляй» — один из убитых не хотел отдавать им долг в 7000 долларов США.
В конце 1993 года между корпорацией «Виктор» и фирмой «Ланако» возникли разногласия по поводу сделок, связанных с торговлей нефтепродуктами, в результате чего к квартирам руководителей «Виктора» подложили взрывные устройства. После взрыва предприниматели не пострадали, но возник пожар, приведший к гибели двух соседей по дому.

## Взрыв моста через Яузу
18 ноября 1994 года поздно вечером произошёл взрыв моста через Яузу на перегоне между станциями Владыкино — Ботанический сад Окружной железной дороги в Москве. Исполнитель этого теракта, служащий нефтяной компании «Ланако» Андрей Щеленков, погиб на месте взрыва. При Щеленкове обнаружили «поддельное», согласно Олегу Рубниковичу, удостоверение капитана российской армии. Взрыв произошёл случайно и преждевременно, на месте взрыва нашли останки подрывника, благодаря чему удалось выйти на непосредственных организаторов. При взрыве мост был частично разрушен, сработала система защиты, светофор закрыл движение по мосту.
Старый мост через Яузу был построен в 1908 году. Реконструкция МКЖД была проведена в 2014—2015 годах.

## Взрыв троллейбуса
27 декабря 1994 года был организован взрыв московского троллейбуса. Сотрудники ФСБ, МУРа и городской прокуратуры, расследовавшие теракт, сразу же связали его с событиями в Чечне. Президент Ичкерии Джохар Дудаев не раз предупреждал федеральные власти, что нанесёт ответный удар за введение войск на территорию республики.
В 1996 году был арестован его исполнитель — Владимир Воробьёв, бывший работник Военно-воздушной инженерной академии им. Н. Е. Жуковского, разработчик систем ПВО. После увольнения из академии Воробьёв занялся бизнесом в команде Лазовского. По версии следствия, он через свои связи должен был достать партию драгоценных камней для одного из партнёров Лазовского, чеченского преступного «авторитета» и начальника Службы внешней разведки самопровозглашённой Ичкерии Хож-Ахмеда Нухаева, однако эта сделка сорвалась, и Нухаев потерял большие деньги. Расплатиться с чеченцами Воробьёв не мог, и они предложили ему совершить теракт в Москве. «Жертвы нам не нужны. Главное резонанс», — говорили чеченцы. В последнем слове на суде Воробьёв заявил, что был внештатным агентом спецслужб и что дело против него сфабриковали те, кто хотел бросить тень на ФСБ. В апреле 1999 года суд приговорил Воробьёва к 5 годам заключения. Затем Верховный суд РФ снизил Воробьёву срок до 3 лет, которые к тому времени он фактически провёл в заключении, и уже в августе того же года Воробьёв вышел на свободу.

## Суд
В феврале 1996 года Лазовский был задержан МУРом. Вместе с ним был задержан действующий сотрудник московского УФСБ Алексей Юмашкин (по версии ФСБ, он был специально внедрён в банду для разоблачения преступной деятельности её участников). Сотрудники МУРа не исключали, что Лазовский был прекрасно осведомлён о «внедрённом» контрразведчике и быстренько перевербовал его «деньгами, которые людям с Лубянки и не снились». У самого Лазовского при обыске изъяли поддельные удостоверения ФАПСИ, Минобороны и милиции. В деле Лазовского фигурируют шесть оперативников московского УФСБ, входившие в его окружение. Несмотря на то, что в самом управлении из-за этого был серьёзный скандал, неопровержимых подтверждений о причастности сотрудников ФСБ к криминальным разборкам найти не удалось. Лазовский и другой участник банды, Харисов, утверждали, что пользовались документами прикрытия ФСБ.
Состоявшийся в 1997 году суд признал основные обвинения (в бандитизме) против Лазовского недоказанными и приговорил его к двум годам заключения лишь за хранение наркотиков и оружия. К моменту вынесения приговора большую часть срока он уже отсидел и в 1998 году вышел на свободу.

## Взрывы жилых домов в Москве
По утверждению историка Юрия Фельштинского, он проследил его косвенные связи в 1999 году с Ачимезом Гочияевым, обвиняющимся в организации взрывов жилых домов в Москве, а также с предполагаемой любовницей последнего Татьяной Королёвой, также связанной с этим делом. По утверждению Фельштинского, другие обвиняемые — Батчаев и Крымшамхалов — в своём письме в независимую комиссию расследования высказывают предположение, что именно Лазовский работал с ними под именем «Абдулгафар».

## Смерть
В феврале 2000 года на Максима Лазовского было совершено покушение, заказ на которое приняли члены «банды спецназовцев». Блокировав его автомобиль рядом с домом на Рублёвке, силовики по ошибке застрелили вместо Хромого его водителя.
После выхода на свободу проживал в селе Успенское Одинцовского района Московской области. 28 апреля 2000 года был застрелен неизвестными на пороге местной церкви.